# Fuerzas de Orden y Seguridad de Chile
Las Fuerzas de Orden y Seguridad Pública de Chile están compuestas exclusivamente por Carabineros de Chile y la Policía de Investigaciones de Chile (PDI). La Constitución Política señala que existen para dar eficacia al derecho, y garantizar el orden y la seguridad pública en el interior del país.

## Instituciones policiales
Carabineros de Chile es una institución policial, de carácter militar por tanto obediente y no deliberante. Es además, junto a la Policía de Investigaciones, profesional, jerarquizada, disciplinada y componen la fuerza pública. La Constitución señalaba que las dos policías dependían del Ministerio de Defensa. No obstante, modificaciones legales de enero de 2011, transportó ambas policías al reformado Ministerio del Interior y Seguridad Pública. Ambas policías tanto la civil como la uniformada cumplen el rol de policía judicial, llevando a cabo las órdenes o requerimientos de los tribunales de justicia y del Ministerio Público. Dependen del Ministerio de Seguridad Pública.
Además de estos cuerpos policiales anteriormente mencionados, también existe la Gendarmería de Chile, la que si bien no es reconocida plenamente como una Fuerza de Orden por la actual Constitución Política, en la práctica esta institución policial penitenciaria cumple igualmente labores de orden y seguridad en los penales y tribunales del país, por lo cual investiga policialmente delitos cometidos al interior de cárceles mediante el Departamento de Investigación Criminal (DICRIM)

. siendo dependiente administrativamente del Ministerio de Justicia. Y por último existe Bomberos de Chile, organización que al igual que Gendarmería no tiene reconocimiento constitucional, no obstante opera ejerciendo labores de orden y seguridad pública combatiendo incendios, participando en el rescate de personas atrapadas tanto en inmuebles como en vehículos motorizados, e investigando 
mediante peritos bomberiles el motivo y origen de los siniestros, a través del Departamento de Investigación de Incendios, para lo cual informa al Ministerio Público, y aporta los peritajes correspondientes a los Tribunales de Justicia.
El 3 de septiembre de 2021, el segundo gobierno del presidente Sebastián Piñera presentó un proyecto de ley que buscaba separar los asuntos vinculados al orden público del Ministerio del Interior y Seguridad Pública, lo que permitirá "alejar la figura del ministro jefe de gabinete de las contingencias propias de la seguridad pública, otorgándole en consecuencia mayor estabilidad política", el proyecto contemplaba la creación de una Subsecretaría de Seguridad Pública y que la Subsecretaría de Prevención del Delito pase a formar parte de este nuevo ministerio. Por lo que las Fuerzas de Orden y Seguridad Pública: Carabineros y la PDI, sumado de la ANI y la creación de la Agencia Nacional de Ciberseguridad, dependerán jerárquicamente de este futuro nuevo ministerio, en caso de ser aprobado el proyecto por parte del Congreso Nacional. El proyecto vuelve a ser anunciado durante la primera cuenta pública del Presidente Gabriel Boric el 1 de junio de 2022, pero esta vez bajo el nombre de Ministerio de Seguridad Pública, Protección Civil y Convivencia Ciudadana. Sin embargo, tras haberse aprobado en primer trámite constitucional en el Senado en junio de 2023, el proyecto de ley denomina a la nueva secretaría de Estado como el Ministerio de Seguridad Pública. El día 4 de diciembre de 2024 la cámara de diputados y diputadas aprobó el proyecto de ley que crea esta nueva cartera ministerial, la cual debería comenzar su funcionamiento entre abril y mayo de 2025. Finalmente el 27 de abril de 2025, se promulga el decreto ley N° 21.730 que crea esta nueva cartera ministerial, posteriormente se informa que el día 1 de abril de 2025 fue el inicio de las funciones de este nuevo ministerio, bajo el gobierno del presidente Gabriel Boric.

## Historia
Los primeros cuerpos policiales estables se organizaron durante la década de 1830 a instancias del ministro Diego Portales, con la finalidad de reprimir el bandidaje rural y controlar la delincuencia urbana. Aunque las policías siguieron siendo administradas y en muchos casos financiadas por las municipalidades, en 1844 quedaron subordinadas al poder central y sus representantes locales a través de la Ley de Régimen Interior del Estado. En virtud de ese cuerpo legal, los intendentes y subdelegados podían controlar el funcionamiento de las policías municipales, lo que le permitió al poder ejecutivo intervenir en las elecciones en favor de los candidatos oficialistas. Las distintas policías creadas durante el período respondieron a distintos paradigmas, algunos de los cuales privilegiaban una disciplina militar y otros una mixta, cívica y militar. Estos modelos policiales sufrieron variadas transformaciones y nuevas denominaciones, pero se convirtieron en el referente obligado de las policías chilenas durante las décadas siguientes.
En 1891, la nueva Ley de Comuna Autónoma entregó a los municipios la organización y sostenimiento de la policía, y dispuso que los alcaldes fuesen sus superiores jerárquicos. Sin embargo, la falta de recursos económicos hizo que las nuevas disposiciones se volvieran inaplicables, lo que motivó al Estado a crear, en 1896, dos nuevos cuerpos policiales: la Policía Fiscal de Santiago, Valparaíso y las ciudades cabecera de departamento, así como el Cuerpo de Gendarmes de las Colonias.
Las policías fiscales respondieron a la necesidad de tomar medidas para controlar la creciente delincuencia urbana. Ello se hizo necesario y urgente debido al crecimiento acelerado de las ciudades, el surgimiento de barrios marginales y el creciente malestar social. En ese sentido, la creación de la Policía Fiscal de Santiago significó un gran progreso hacia un modelo de policía profesional, cuyas principales tareas se orientaron a la represión y prevención de los delitos, así como al control de las protestas populares. En su labor tuvo especial importancia la introducción de sistemas de identificación, lo que se concretó con la creación de la Cédula Nacional de Identidad en 1924.
El Cuerpo de Gendarmes para las Colonias, cuya misión fue combatir el bandolerismo y resguardar las propiedades de los colonos en el territorio de la Araucanía, respondió a un modelo de policía militarizada que pronto se hizo extensivo a otras áreas del país. En 1906, el gobierno organizó una nueva policía de corte militar, rural y de carácter nacional, dando inicio al Regimiento de Carabineros. Finalmente, en 1927, Carlos Ibáñez del Campo fusionó las policías fiscales, municipales y de Carabineros bajo un único mando nacional, creando Carabineros de Chile. Con la separación de la Policía de Investigaciones (PDI) en 1932, se dio forma definitiva a un modelo policial dual, separado en un cuerpo militarizado y otro de carácter civil.